# Krišna (řeka)
Krišna (maráthsky a hindsky कृष्णा नदी, Kršná nadí, kannadsky ಕೃಷ್ಣಾ ನದಿ, Kršná nadi, telugsky కృష్ణా నది, Kršná nadi, anglicky Krishna River) je řeka ve státech Maháráštra, Karnátaka, Telangána a Ándhrapradéš v Indii. Protéká centrální a jihovýchodní částí poloostrova Přední Indie. Je 1280 km dlouhá. Povodí má rozlohu 330 000 km².

## Průběh toku
Pramení v pohoří Západní Ghát poblíž města Mahábalešvár v nadmořské výšce 1337 m n. m. a protíná ze západu na východ Dekánskou plošinu a ústí do Bengálského zálivu, přičemž vytváří deltu. Tato delta je jedno z nejúrodnějších území Indie a byla sídlem starověkých dynastií králů Sátaváhanů a Ikshvaku

## Přítoky
- Tungabhadra - povodí 71 417 km² , délka 531 km
- Bhíma -povodí 70 614 km², délka 861 km

## Vodní stav
Zdroj vody je dešťový. Řeka má monzunový vodní režim s vyšší vodností v létě.

## Využití
Na středním a dolním toku se využívá na zavlažování. Celková plocha zavlažovaného území je 5 000 km² a délka zavlažovacích kanálů dosahuje 3 000 km. Na dolním toku byl vybudován hydrouzel Nagardžun Sagar. Na dolním toku je řeka splavná. Leží na ní město Vidžajavada.